# Mark 15 Phalanx CIWS
Phalanx CIWS ([ˈfælæŋks] от англ. „фаланга“, чете се „Феленкс“, флотски индекс – Mk 15, също наричан Vulcan-Phalanx) е корабен зенитно-артилерийски комплекс калибър 20 mm. Намира се на въоръжение на бойните кораби от военноморските сили на ред държави по света, в т.ч. САЩ, Австралия, Великобритания, Гърция, Япония, Канада, Тайван, Израел, Саудитска Арабия, Пакистан, Португалия. В началото на 1990-те години комплекса влиза в състава на въоръжението на 404 кораба (676 комплекса). CIWS се разшифрова като Close-In Weapon System – оръжейна система за близък бой.
Комплексът е предназначен за борба с противокорабни ракети с дозвукова и свръхзвукова скорост на полета, до 2 М.
Наземната версия Phalanx LPWS (Land-Based Phalanx Weapon System) преминава изпитания в състава на системата C-RAM (защита от ракетен, артилерийски и минометен обстрел).

## История на разработката
Разработката на ЗАК Mark 15 Phalanx CIWS се води от края на 1960-те г. дивизията на корпорацията General Dynamics в Помона, щата Калифорния, съвместно с компанията General Electric в Питсфилд, щата Масачузетс (впоследствие, главното предприятие за производство на ЗАК става компанията Raytheon). Първите морски изпитания на комплекса се провеждат през 1973 г., производството му започва през 1978 г., а постъпва на въоръжение през 1980 г.

## Състав на комплекса
ЗАК Mark 15 Phalanx CIWS се състои от артилерийска установка и системи за управление, и включва следните блокове: самата артустановка, 2 РЛС, опора, барбет, кабина за електрониката и панел за управление.

## Тактико-технически характеристики
- Тип на оръжието: 6 цевно автоматично оръдие M61A1
  - Калибър – 20 mm
  - Патрон – 20x102 mm
  - Дължина на ствола, калибра – 76
  - Принцип на работата на автоматиката – външо задвижване
  - Скорострелност, изстрела/минута – 3000
  - Маса на снаряда, кг – 0,102
  - Начална скорост на снаряда, м/с – 1036
- Максимален ъгъл на възвишение, градуса – 85, минимален – −28
- Скорост на насочване по вертикалната плоскост, градуса/секунда – 92
- Скорост на насочване по хоризонталната плоскост, г/с – 126
- Време за реакция, от 0,0125
- Ефективна далечина на стрелбата, км – 1,47
- Досегаемост по височина, м – 1470
- Тип на снаряда – ОФЗ, З-Т, БПС-Т[1]
- Брой готови за стрелба изстрели – до 1470[1]
- Маса на артустановката, т – 5,42[1]

## Галерия
- Phalanx CIWS

- Сухопътната версия Phalanx LPWS за Армията на САЩ
- Опитна експлоатация на авиобазата Баграм в Афганистан, 1 март 2014
- Опитна експлоатация на авиобазата Баграм в Афганистан, 1 март 2014
- Батальонни учения във военната база Форт Къмпбъл, щата Кентъки, 7 ноември 2017

## Интересни факти
Заради характерният си външен вид, в американския флот комплексът получава прякора R2-D2, в същото време в британския флот моряците наричат установката Далек.

## Коментари
1. ↑  В съветската военна преса се използва изключително транслитерационния вариант на перевода – „Фаланкс“.